# Sarah Coffin
Sarah Coffin, née le 10 mars 1876 à New York et morte le 31 mars 1966 à Berkeley, est une joueuse de tennis américaine du début du XXe siècle.
Elle a remporté l'US Women's National Championship : en double mixte en 1906 (avec Edward Dewhurst) . 

## Palmarès (partiel)

### Titre en double mixte
| No | Date       | Nom et lieu du tournoi                 | Catégorie | Surface      | Partenaire      | Finalistes                    | Score    |          |
| -- | ---------- | -------------------------------------- | --------- | ------------ | --------------- | ----------------------------- | -------- | -------- |
| 1  | 19-06-1906 | US National Championships Philadelphie | G. Chelem | Gazon (ext.) | Edward Dewhurst | Margaret Johnson J.B. Johnson | 6-3, 7-5 | Parcours |

## Parcours en Grand Chelem (partiel)
Si l’expression « Grand Chelem » désigne classiquement les quatre tournois les plus importants de l’histoire du tennis, elle n'est utilisée pour la première fois qu'en 1933, et n'acquiert la plénitude de son sens que peu à peu à partir des années 1950.

### En simple dames
| Année | - | - | Championnat de France | Championnat de France | Wimbledon | Wimbledon | US National | US National |
| 1904  | - | - | -                     | -                     | -         | -         | 1/2 finale  | May Sutton  |

À droite du résultat, l’ultime adversaire.

### En double dames
| Année | - | - | Championnat de France | Championnat de France | Wimbledon | Wimbledon | US National             | US National            |
| 1904  | - | - | -                     | -                     | -         | -         | 1/2 finale Helen Homans | Miriam Hall May Sutton |

Sous le résultat, la partenaire ; à droite, l’ultime équipe adverse.

### En double mixte
| Année | - | - | Championnat de France | Championnat de France | Wimbledon | Wimbledon | US National          | US National             |
| 1906  | - | - | -                     | -                     | -         | -         | Victoire E. Dewhurst | M. Johnson J.B. Johnson |

Sous le résultat, le partenaire ; à droite, l’ultime équipe adverse.